# Kalinga (regione storica)

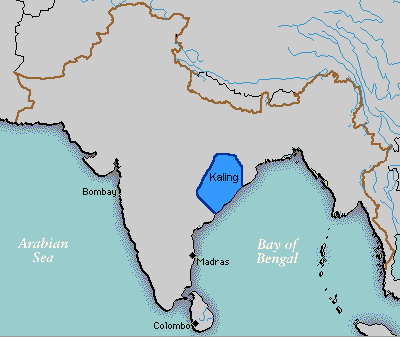
Il kalinga nel 265 a.C.

Il Kalinga è stata una regione storica centro-orientale dell'India, che comprendeva la maggior parte del moderno Stato di Orissa, oltre ad alcune zone settentrionali della confinante stato dell'Andhra Pradesh. Era una ricca e fertile terra che si estendeva dal fiume Damodar a Godavari e dal Golfo del Bengala a ai monti Amarkantak a occidente.
Kharavela (IAST: Khāravela, Devanagari: खारवेल) (? 209 - dopo il 170 a.C.) è stato il più grande re guerriero giainista del Kalinga. Fu responsabile della propagazione della religione giainista nell'India orientale. Il suo regno fu un importante impero marittimo e commerciale con rotte che lo collegavano allo Sri Lanka, Birmania, Thailandia, Vietnam, Borneo, Bali, Sumatra e Giava. Colonie di Kalinga vennero fondate in Sri Lanka, Birmania e nell'arcipelago indonesiano.
Il Kalinga fu teatro di una guerra sanguinosissima (la Guerra di Kalinga) combattuta contro l'Impero Maurya di Aśoka, circa nel 265 a.C.